# Gunnar Carlesjö
Gunnar Isak August Carlesjö, född den 5 juni 1901 i Ljungby församling, Kalmar län, död den 27 juni 1992 i Lund, var en svensk jurist och ämbetsman.
Carlesjö avlade filosofie kandidatexamen vid Uppsala universitet 1922 och juris kandidatexamen 1925. Han var Sverige-Amerika Stiftelsens stipendiat i Förenta staterna 1925–1926 och genomförde tingstjänstgöring i Ölands domsaga 1926–1928. Carlesjö blev fiskal i Göta hovrätt 1929, notarie med sekreterargöromål i riksdagsutskott 1934, assessor i Göta hovrätt 1935, hovrättsråd 1939 och revisionssekreterare 1942 (tillförordnad 1940). Han var sekreterare i fritidsutredningen 1938–1940, häradshövding i Östra och Medelsta domsaga 1947–1968 och ordförande i Föreningen Sveriges häradshövdingar 1953–1959. Carlesjö blev riddare av Nordstjärneorden 1942, kommendör av samma orden 1957 och kommendör av första klassen 1968.